# 太刀風 (格闘家)
太刀風（たちかぜ）は、日本のキックボクサー、空手家。本名は、高橋 誠一（たかはし せいいち）。宮城県本吉郡南三陸町出身。宮城県志津川高等学校卒業。
所属はUN-JK連盟仙台青葉ジム、および全日本空手道連盟錬武会宮城県防具付空手道連盟歌津支部憲心会。

## 来歴
5歳より憲心会にて防具付き空手を始め、全日本空手道連盟錬武会の大会に出場。第41回全国防具付空手道選手権大会で準優勝をする。
キックボクシングは20歳で始め、仙台青葉ジムに入会。空手の経験から2か月でデビュー戦をし、1ラウンドKO勝利を収めた。その後7戦全勝5KOの実績から「仙台青葉ジム創設40周年記念 UN-JKライト級王座決定戦」でタイトルマッチに出場。福元祐太（ジラーフジム）に勝利し、ライト級王者となった。以後、防衛し続けていたがキックボクシングは2010年10月の平野将志戦をもって引退した。後にその理由を「俺はリングの上で獣にはなれない」と語っている。
なお、キックボクシングは引退したが空手は継続する意向を表明しており、第48回、第49回全国防具付空手道選手権大会において二年連続で三位入賞。宮城県防具付空手道連盟歌津支部にて指導員を務めている。

## 人物
- 幼いころから空手を学んでいたため、夕方に放映されていた「忍者戦隊カクレンジャー」を見ることができず、悔しい思いをしていたという。
- 本職は中華料理師。仙台の一流ホテルでコックをしていたが、震災後は地元である南三陸町歌津地区の復興のため帰郷。2013年末に中華屋「飛上」をオープンした。

## 戦績

### キックボクシング
- UN-JKライト級王者（2008年11月24日 - ）

| キックボクシング 戦績 | キックボクシング 戦績 | キックボクシング 戦績 | キックボクシング 戦績 | キックボクシング 戦績 | キックボクシング 戦績 | キックボクシング 戦績 |
| --------------------- | --------------------- | --------------------- | --------------------- | --------------------- | --------------------- | --------------------- |
| 10 試合               | (T)KO                 | 判定                  | その他                | 引き分け              | 無効試合              |                       |
| 8 勝                  | 6                     | 2                     | 0                     | 1                     | 0                     |                       |
| 1 敗                  | 0                     | 1                     | 0                     | 1                     | 0                     |                       |

| 勝敗 | 対戦相手         | 試合結果             | 大会名                                             | 開催年月日     |
| ×    | 平野将志         | 3R終了 判定          | 仙台青葉ジム創設42周年記念 これぞリアルムエタイ!!  | 2010年10月11日 |
| ×    | 龍馬             | 5R終了 判定0-2       | FIGHTING SPIRITS 2009 IN SENDAI                    | 2009年11月23日 |
| △    | 福元裕太         | 3R終了 判定1-0       | Kushima's Fight 17                                 | 2009年5月31日  |
| ○    | 福元裕太         | 1R KO                | 仙台青葉ジム創設40周年記念 UK-JKライト級王座決定戦 | 2008年11月24日 |
| ○    | 盛力慎太郎       | 1R 2:33 KO（膝蹴り） | clubDEEP in Zepp Sendai                            | 2007年10月28日 |
| ○    | 中村ジェット伸也 | 3R 0:34 KO（膝蹴り） | ALL 3ROUNDS REAL YOUNG FIGHT IN NATORI             | 2007年4月30日  |
| ○    | 和田憲昭         | 3R終了 判定3-0       | 天空キックボクシング協会「天空“希望”」             | 2006年9月24日  |
| ○    | 木船恭将         | 1R 1:26 KO           | キックボクシングヤングファイト2006 IN NATORI       | 2006年7月17日  |

### 空手
- 第41回全国防具付空手道選手権大会（主催:全日本空手道連盟錬武会） 準優勝
- 第46回全国防具付空手道選手権大会（主催:全日本空手道連盟錬武会） ベスト8
- 第48回全国防具付空手道選手権大会（主催:全日本空手道連盟錬武会） 第3位
- 第49回全国防具付空手道選手権大会（主催:全日本空手道連盟錬武会） 第3位